# Padang Tanggung
Padang Tanggung is een bestuurslaag in het regentschap Kuantan Singingi van de provincie Riau, Indonesië. Padang Tanggung telt 312 inwoners (volkstelling 2010).